# Kladno (district de Chrudim)
Pour les articles homonymes, voir Kladno (homonymie).
Kladno est une commune du district de Chrudim, dans la région de Pardubice, en République tchèque. Sa population s'élevait à 245 habitants en 2022.

## Géographie
Kladno se trouve à 6 km à l'est-nord-est du centre de Hlinsko, à 24 km au sud-sud-est de Chrudim, à 33 km au sud-sud-est de Pardubice et à 116 km à l'est-sud-est de Prague.
La commune est limitée par Vojtěchov à l'ouest et au nord, par Krouna à l'est, par Dědová au sud-est et par Jeníkov au sud.

## Histoire
La première mention écrite de la localité date de 1392.

## Galerie

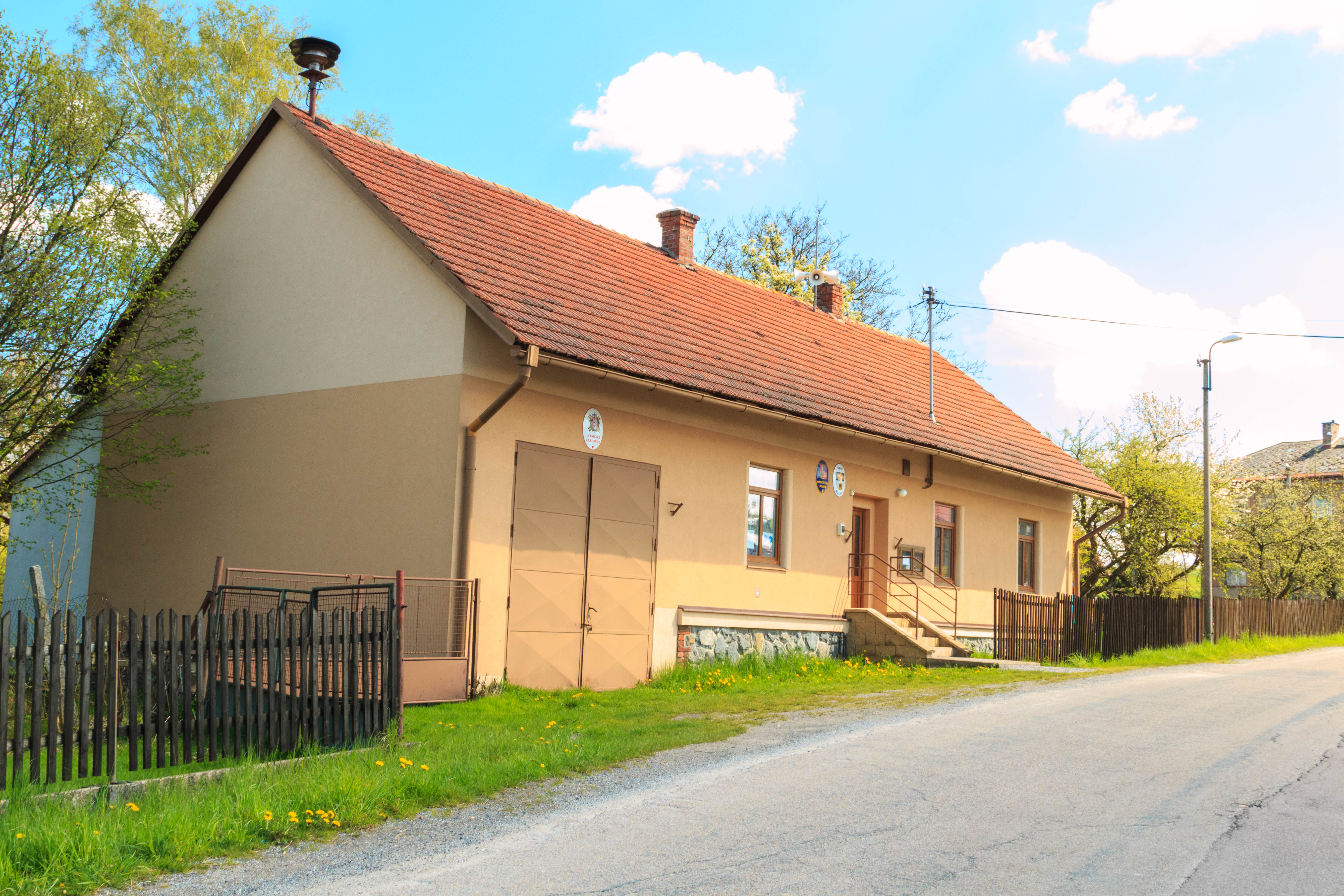
Kladno : la mairie.
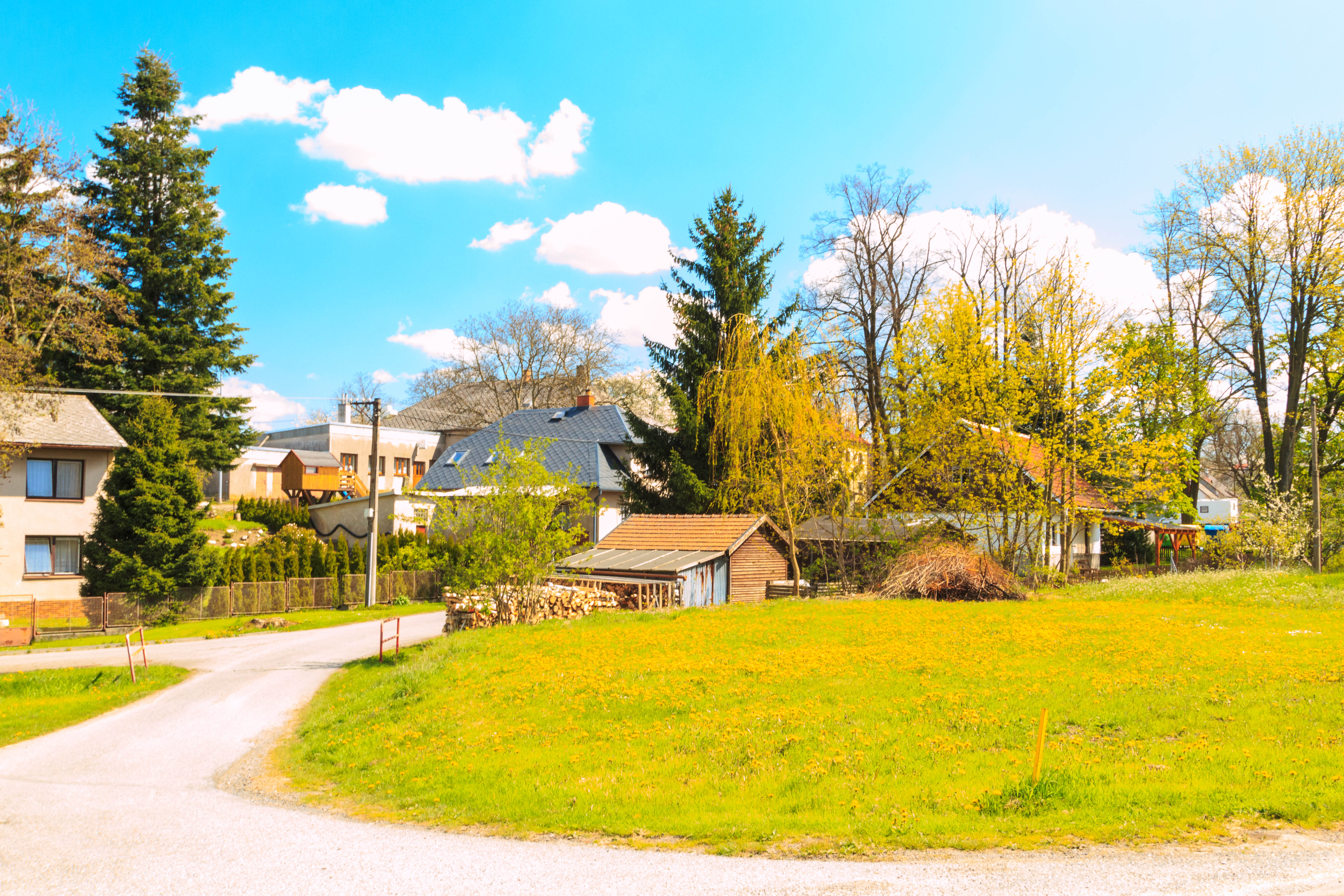
Kadno.

## Transports
Par la route, Kladno se trouve à 7 km de Hlinsko, à 32 km de Chrudim, à 42 km de Pardubice et à 149 km de Prague. 